# Желтоносый короткоклювый дрозд
Желтоносый короткоклювый дрозд (лат. Catharus aurantiirostris) — вид птиц семейства дроздовых. Род Короткоклювые дрозды (лат. Catharus). Занесён в Красную книгу МСОП, как вид, вызывающий наименьшие опасения (LC). Распространён на территории Венесуэлы, Гватемалы, Гондураса, Колумбии, Коста-Рики, Мексики, Никарагуа, Сальвадора, Тринидада и Тобаго.
Размер птицы составляет 14-17 см в длину. Дрозд имеет ярко-оранжевые оперение, ободок вокруг глаз и ноги. На севере ареала птицы имеют коричневатый оттенок оперения на спине и шапку, беловатые грудь и живот, на юге — серые грудь и бока.
Природным ареалом являются субтропические и тропические сухие, влажные равнинные и влажные горные леса, главным образом с невысокими деревьями и кустарниками. Характер у птицы пугливый. Питается насекомыми, которые собирает на земле и нижних ветвях деревьев.
Простое пение птицы состоит из неразборчивого щебетания. Иногда эти дрозды издают громкие крики «во-а-а». Гнездятся на небольшой высоте в зарослях; гнездо имеет вид чаши. Кладка состоит из двух яиц светло-голубого цвета с бурыми пятнами.